# El Alamín
El Alamín es un barrio de Guadalajara (España) de origen medieval, situado al noreste de la ciudad, en torno al antiguo trazado de la N-II en dirección Zaragoza. 

## Historia
En la Edad Media, en la zona donde se asienta el barrio, extramuros a la salida de la puerta de Bejanque se encontraba el arrabal del Alamín, poblado por agricultores musulmanes, al igual que el cercano arrabal del Agua. A lo largo de los siglos ha ido acogiendo población procedente de las zonas rurales y que se han dedicado fundamentalmente a la agricultura que se extendía en los alrededores del arrabal.
A partir de los años 1960 comienza un masivo crecimiento del barrio, que recibe la mayor parte de los emigrantes del campo a la ciudad. Se produce entonces una profunda reestructuración del barrio, donde se construyen grandes bloques de viviendas que conviven con las casas bajas tradicionales.